# A. C. Eringen Medal
Die A. C. Eringen Medal der Society of Engineering Science (SES) wird seit 1976 für herausragende Leistung in Ingenieurwissenschaften vergeben. Sie ist nach dem türkisch-US-amerikanischen Ingenieurwissenschaftler Ahmed Cemal Eringen (1921–2009) benannt und mit 2000 Dollar dotiert. Der Preisträger wird Mitglied auf Lebenszeit der SES.

## Preisträger
- 1976 Lotfi Zadeh
- 1977 A. C. Eringen, C. C. Ting
- 1978 Raymond Flory
- 1979 Ian Sneddon
- 1980 E. A. Teller
- 1981 Joseph B. Keller
- 1982 Harold Grad
- 1983 R. Byron Bird
- 1984 Kenneth Wilson
- 1985 Bernard Budiansky
- 1986 Paul Naghdi
- 1988 George Herrmann
- 1989 J. Tinsley Oden
- 1991 James K. Knowles
- 1992 Ray W. Clough
- 1993 Pazil Erdogan
- 1994 Charles F. Curtiss
- 1995 Satya N. Atluri
- 1996 S. Chandrasekhar
- 1998 Pierre-Gilles de Gennes
- 1999 Michael F. Ashby
- 2000 E. Kroner
- 2003 Gérard Maugin
- 2004 K. R. Rajagopal
- 2005 Cornelius O. Horgan
- 2008 Subra Suresh
- 2010 Robert O. Ritchie
- 2011 Ares Rosakis
- 2012 David Barnett
- 2013 Guruswami Ravichandran
- 2014 John A. Rogers
- 2016 Gang Chen
- 2017 Xiang Zhang
- 2019 Evelyn Hu
- 2020 Thomas J. R. Hughes
- 2021 Ellen Arruda
- 2022 Catherine Brinson
- 2023 Glaucio Paulino
- 2024 Julia Greer
- 2025 Narayana Aluru